# Eve Muirhead
Eve Muirhead (Perth, 22 aprile 1990) è una giocatrice di curling scozzese.

## Carriera
Nel 2014 ha vinto la medaglia di bronzo nel torneo femminile ai Giochi olimpici di Soči, insieme alle compagne di squadra Anna Sloan, Vicki Adams, Claire Hamilton e Lauren Gray. In carriera vanta anche la vittoria di un Mondiale e di tre Europei.
Nel 2022 è stata nominata come portabandiera della Gran Bretagna alle Olimpiadi di Pechino, insieme allo sciatore alpino Dave Ryding.

## Palmarès

### Olimpiadi
- Oro a Pechino 2022;
- Bronzo a Soči 2014;

### Mondiali
- Oro a Riga 2013;
- Argento a Swift Current 2010;
- Bronzo a Pechino 2017;

### Mondiali junior
- Oro a Perth 2011;
- Oro a Vancouver 2009;
- Oro a Östersund 2008;
- Oro a Eveleth 2007;

### Europei
- Oro a Lillehammer 2021;
- Oro a San Gallo 2017;
- Oro a Mosca 2011;
- Argento a Helsingborg 2019;
- Argento a Esbjerg 2015;
- Argento a Stavanger 2013;
- Argento a Karlstad 2012;
- Argento a Champéry 2010;
- Bronzo a Braehead 2016;
- Bronzo a Champéry 2014;

### Europei misti
- Oro a Erzurum 2012.